# 安德烈·格特曼
安德烈·拉甫连季耶维奇·格特曼（俄語：Андре́й Лавре́нтьевич Ге́тман，1903年9月22日（10月5日）—1987年4月8日），苏联大将，战时近卫坦克第11军军长。

## 生平
1924年,加入苏联红军。1927年加入俄共。1937年,毕业于红军装甲坦克和机械化兵军事学院。1938年,任第31机械化旅参谋长，参加诺门罕战役。1940年，任第45坦克旅旅长。1941年，任第30机械化军参谋长。9月任第112装甲师师长。1942年，任坦克第六军军长。1944年，任近卫坦克第一集团军副司令。1945年，任乌拉尔军区装甲机械化部队副司令。1946年，任乌拉尔军区装甲机械化部队司令。1949年，任装甲机械化兵参谋长兼副司令。
1953年，晋升上将。1958年，任喀尔巴阡军区司令。1964年，晋升大将。1972年，任国防部总监组军事顾问监察员。1987年，在莫斯科去世。